# Аносинский сельсовет
Аносинский сельсовет — упразднённая административно-территориальная единица, существовавшая на территории Московской губернии и Московской области до 1939 года.
Аносинский с/с был образован в первые годы советской власти. В 1919 году Аносинский с/с входил в Павловскую волость Звенигородского уезда Московской губернии.
14 января 1921 года Павловская волость была передана в Воскресенский уезд.
В 1923 году из Аносинского с/с был выделен Падиковский с/с, но уже в 1924 году он был присоединён обратно.
По данным 1926 года в состав сельсовета входили село Аносино и деревня Падиково.
В 1927 году из Аносинского с/с был вновь выделен Падиковский с/с.
В 1929 году Аносинский с/с был отнесён к Воскресенскому району Московского округа Московской области. При этом к нему вновь был присоединён Падиковский с/с.
30 октября 1930 года Воскресенский район был переименован в Истринский район.
17 июля 1939 Аносинский с/с был упразднён. При этом селения Аносино и Падиково были переданы в Покровский с/с, а Борзые и Вельяминово — в Павло-Слободский с/с.